# زلتان کدای
زُلتان کُدای (به مجاری: Kodály Zoltán) (زادهٔ ۱۶ دسامبر ۱۸۸۲ – درگذشتهٔ ۶ مارس ۱۹۶۷) آهنگساز، پژوهشگر موسیقی و فرهنگ فولکلور، قوم‌موسیقی‌شناس، زبان‌شناس، فیلسوف و سه بار برندهٔ جایزه کشوت اهل مجارستان بود.
کدای در دانشگاه و کنسرواتور بوداپست تدریس می‌کرد. موسیقی او با تأثر از ملودی‌های فولکوریک شامل اپرای هاری یانوش، کر آوازهای مذهبی سالموس هونگاریکوس، کنسرتو برای ارکستر، ویولن و کوارتت سازهای زهی و موسیقی مجلسی است.

## زندگی و حرفه
کدای در کچکمت به دنیا آمد ولی بیشتر کودکی خود را در گالانتا (امروزه در اسلواکی) گذراند. او در کودکی نواختن ویلن را آموخت و در گروه کر کلیسا نیز می‌خواند و قطعاتی نیز برای اجرا می‌نوشت. او در سال ۱۹۰۰ در وارد دانشگاه بوداپست و آکادمی موسیقی شد.
در سال ۱۹۰۵ برای جمع‌آوری موسیقی به روستاها رفت و آنها را بر روی سیلندرهای گرامافون ضبط کرد. در سال ۱۹۰۶ پایان‌نامه دکتری خود را در مورد ترانه عامیانه مجارستان با عنوان ساختار تحلیل شده در موسیقی فولکلور مجار نوشت. در این زمان با بلا بارتوک ملاقات کرد، که او را برخی از روش‌های مربوط به جمع‌آوری آهنگ‌های فولکلور آشنا کرد و هر دو دوست مادام العمر و از بزرگان موسیقی مجارستان شدند.
کدای پس از دریافت مدرک دکتری در رشته‌های فلسفه و زبان‌شناسی، برای سفر مطالعاتی به پاریس رفت و با موسیقی کلود دبوسی آشنا شد. در ۱۹۰۷ به بوداپست بازگشت و به عنوان معلم تئوری موسیقی در فرهنگستان موسیقی منصوب شد و در ۱۹۰۸ به عنوان معلم آهنگ‌سازی مشغول به کار کرد.
او پس از آن بی وقفه به جمع‌آوری موسیقی فولکلور و آهنگسازی ادامه داد: دو کوارتت زهی ۱۹۰۹ و ۱۹۱۷، سونات برای ویلنسل و پیانو ۱۹۱۰، سونات برای ویلنسل سولو ۱۹۱۵ و دوئو برای ویولن و ویلنسل ۱۹۱۴ نوشت.
او تا سال ۱۹۲۳ هیچ موفقیت رسمی نیافت، تا آنکه سالموس هونگاریکوس برای اولین بار در کنسرتی در مراسم پنجمین سالگرد اتحاد بوداپست را اجرا کرد. به دنبال این موفقیت کدای به سرتاسر اروپا سفر کرد تا اجرای آثار خود را رهبری کند.

## روش آموزشی
کدای نسبت به یافتن راه کارهایی مناسب برای حل مشکلات آموزش موسیقی، بسیار علاقه‌مند بود و نوشته‌های فراوان و مؤثری در زمینه روش‌های تحصیل موسیقی و همچنین یادگیری آهنگسازی برای کودکان از خود به جای گذاشت.
در اوایل سال ۱۹۳۵ به همراه همکارش ینو آدام پروژه دراز مدتی را به منظور بهبود آموزش موسیقی در مدارس ابتدایی و متوسطه آغاز نمودند و بعدها حتی تأثیر ژرفی بر روی تحصیل موسیقی بین‌المللی گذاشت. روش تدریس موسیقی مجار که از سال‌های ۱۹۴۰ توسعه یافت بر پایه متود کدای و تحقیق‌های جامع وی بنا شد.

## موسیقی
کدای به ساخت موسیقی برای گروه‌های حرفه‌ای پرداخت که برخی از آثار مطرح او به قرار زیر است:
- هری یانوش در ۱۹۲۶
- رقصهای ماروسک در ۱۹۳۰ برای سولوی پیانو و ارکستر
- رقص‌های گالانتا در ۱۹۳۳ برای ارکستر
- طاووس برخاست ۱۹۳۹ سفارش داده شده از طرف ارکستر آمستردام به مناسبت جشن پنجاهمین سالگرد آن
- مس کوتاه[ب] در ۱۹۴۴ برای تک خوان، گروه کر، ارکستر و ارگ

## بازنشستگی
کدای در جنگ جهانی دوم در بوداپست ماند و در ۱۹۴۲ از تدریس بازنشسته شد. یک سال بعد به عنوان رئیس انجمن هنرهای مجار منصوب شد و در ۱۹۶۲ سفارشاتی را برای ساخت موسیقی از جمهوری خلق مجارستان دریافت می‌نمود.
همچنین ریاست انجمن موسیقی فولکلور بین‌المللی و ریاست افتخاری انجمن بین‌المللی برای آموزش موسیقی از دیگر مسئولیت‌های او بود.

## درگذشت و میراث
زلتان کدای، یکی از مشهورترین و بزرگترین چهره‌های هنری تاریخ مجارستان در ۱۹۶۷ در بوداپست از دنیا رفت. در سال ۱۹۶۶، سال پیش از درگذشت او، کوارتت زهی وی به افتخار او به نام کوارتت کدای ثبت شد.

## یادداشت
1. ↑  Ádám Jenő
2. ↑  Missa Brevis